# Finales de la NBA de 1976
Las Finales de la NBA de 1976 fueron las series definitivas de los playoffs de 1976 y suponían la conclusión de la temporada 1975-76 de la NBA, con victoria de Boston Celtics, campeón de la Conferencia Este, sobre Phoenix Suns, campeón de la Conferencia Oeste. En el partido se alinearon tres futuros miembros del Basketball Hall of Fame, Dave Cowens y John Havlicek por los Celtics, y Pat Riley por los Suns.

## Resumen
| Partido | Fecha      | Equipo local | Resultado       | Equipo visitante |
| ------- | ---------- | ------------ | --------------- | ---------------- |
| 1       | 23 de mayo | Boston       | 98-87           | Phoenix          |
| 2       | 27 de mayo | Boston       | 105–90          | Phoenix          |
| 3       | 30 de mayo | Phoenix      | 105–98          | Boston           |
| 4       | 2 de junio | Phoenix      | 109–107 (Pr.)   | Boston           |
| 5       | 4 de junio | Boston       | 128–126 (3 Pr.) | Phoenix          |
| 6       | 6 de junio | Phoenix      | 80–87           | Boston           |

Celtics gana las series 4-2

## Enfrentamientos en temporada regular
Durante la temporada regular, los Celtics y los Suns se vieron las caras en cuatro ocasiones (la liga la formaban entonces 18 equipos), jugando dos encuentros en el Boston Garden y otros dos en el Arizona Veterans Memorial Coliseum. Los Celtics ganaron todos los encuentros.
| 26 de diciembre | Boston Celtics | 112–106 | Phoenix Suns |                                                       |
|                 |                |         |              |                                                       |
|                 |                |         |              | Pabellón: Arizona Veterans Memorial Coliseum, Phoenix |

| 21 de enero | Phoenix Suns | 100–114 | Boston Celtics |                                 |
|             |              |         |                |                                 |
|             |              |         |                | Pabellón: Boston Garden, Boston |

| 13 de febrero | Boston Celtics | 109–108 | Phoenix Suns |                                                       |
|               |                |         |              |                                                       |
|               |                |         |              | Pabellón: Arizona Veterans Memorial Coliseum, Phoenix |

| 31 de marzo | Phoenix Suns | 102–122 | Boston Celtics |                                 |
|             |              |         |                |                                 |
|             |              |         |                | Pabellón: Boston Garden, Boston |

## Resumen de los partidos
El entonces vigente campeón de la liga, los Golden State Warriors, acabaron la temporada regular dominando la Conferencia Oeste, con 59 victorias y 23 derrotas, mientras que los Suns, con dos novatos en su quinteto titular, acababa en una discreta cuarta posición. Pero los Suns fueron mejorando partido a partido, llegando a las finales de conferencia e imponiéndose a los Warriors por 4-3. Por su parte, los Celtics, con tres hombres en el cinco inicial incluidos en el mejor quinteto defensivo de la NBA, John Havlicek, Dave Cowens y Paul Silas, tuvieron un camino más sencillo hasta la final, dejando en la cuneta a Buffalo Braves y Cleveland Cavaliers.

### Partido 1
| 23 de mayo                    | Phoenix Suns                                               | 87–98        | Boston Celtics                                            | |  |  |
|                               | Parciales: 20-22, 19-22, 27-27, 21-27                      |              |                                                           | |  |  |
|                               | Estadísticas Alvan Adams 26 Curtis Perry 10 Ricky Sobers 7 | Pts Reb Asts | Estadísticas Dave Cowens 25 Dave Cowens 21 Dave Cowens 10 | Pabellón: Boston Garden, Boston Asistencia: 15,320 espectadores Árbitros: - Darell Garretson - Jake O'Donnell Televisión: CBS |  |  |
| Boston lidera las series, 1–0 |                                                            |              |                                                           | |  |  |
|                               |                                                            |              |                                                           | |  |  |

La serie se presentaba aparentemente muy desigual. La última vez que los Suns habían derrotado a los Celtics en partido oficial había ocurrido en diciembre de 1974, año y medio atrás. Y en el primer partido, disputado en el Boston Garden la racha no se quebró, en parte debido al pobre 38% de acierto en el tiro de los de Arizona. Los Celtics se impusieron con comodidad, 98-87.

### Partido 2
| 27 de mayo                    | Phoenix Suns                                                            | 90–105       | Boston Celtics                                            | |  |  |
|                               | Parciales: 25-24, 16-22, 16-34, 33-25                                   |              |                                                           | |  |  |
|                               | Estadísticas Paul Westphal 28 Alvan Adams 15 Westphal, Adams 5 cada uno | Pts Reb Asts | Estadísticas John Havlicek 23 Paul Silas 17 Jo Jo White 9 | Pabellón: Boston Garden, Boston Asistencia: 15,320 espectadores Árbitros: - Earl Strom - Joe Gushue Televisión: CBS |  |  |
| Boston lidera las series, 2–0 |                                                                         |              |                                                           | |  |  |
|                               |                                                                         |              |                                                           | |  |  |

El segundo partido, cuatro días después, fue un calco del anterior. Un parcial de 20-2 en el tercer cuarto acabó con cualquier esperanza por parte de los Suns, que acabaron perdiendo 105-90, dejando la eliminatoria 2-0 para los locales.

### Partido 3
| 30 de mayo                    | Boston Celtics                                             | 98–105       | Phoenix Suns                                               | |  |  |
|                               | Parciales: 17-26, 22-26, 26-26, 33-27                      |              |                                                            | |  |  |
|                               | Estadísticas Jo Jo White 24 Dave Cowens 17 Charlie Scott 5 | Pts Reb Asts | Estadísticas Alvan Adams 33 Alvan Adams 14 Paul Westphal 6 | Pabellón: Arizona Veterans Memorial Coliseum, Phoenix Asistencia: 12,884 espectadores Árbitros: - Richie Powers - Paul Mihalak Televisión: CBS |  |  |
| Boston lidera las series, 2–1 |                                                            |              |                                                            | |  |  |
|                               |                                                            |              |                                                            | |  |  |

Las Finales se trasladaron al Arizona Veterans Memorial Coliseum de Phoenix, celebrándose el partido un domingo en horario matinal, debido a intereses televisivos (días más tarde el general mánager de los Suns, Jerry Colangelo tuvo que pedir disculpas al clero local por la inconveniencia del horario). Los Suns subieron la intensidad en su juego, y dejaron sin anotar a los Celtics en los últimos cinco minutos de la primera parte, llegando a ponerse en el marcador 16 arriba, 33-17. Justo antes del descanso el jugador de los Suns Ricky Sobers y el de los Celtics, Kevin Stacom, se liaron en una pelea a puñetazos, acabando ambos expulsados del partido.
Los Suns, que habían llegado a tener 23 puntos de ventaja, vieron como ésta quedaba reducida a 2 a falta de 3 minutos. Pero en ese momento apareció el pívot Alvan Adams, el rookie del año, para con dos buenas acciones defensivas dar la victoria final a su equipo por 105-98. Adams acabó el encuentro con 33 puntos y 14 rebotes. La eliminatoria se colocaba 2-1.

### Partido 4
| 2 de junio            | Boston Celtics                                          | 107–109      | Phoenix Suns                                               | |  |  |
|                       | Parciales: 30-35, 27-25, 23-27, 27-22                   |              |                                                            | |  |  |
|                       | Estadísticas Jo Jo White 25 Paul Silas 14 Jo Jo White 5 | Pts Reb Asts | Estadísticas Paul Westphal 28 Gar Heard 15 Paul Westphal 9 | Pabellón: Arizona Veterans Memorial Coliseum, Phoenix Asistencia: 13,306 espectadores Árbitros: - Don Murphy - Manny Sokol Televisión: CBS |  |  |
| Series empatadas, 2–2 |                                                         |              |                                                            | |  |  |
|                       |                                                         |              |                                                            | |  |  |

Como se esperaba, después de la dureza empleada en el partido anterior, los árbitros Refs Don Murphy y Manny Sokol intentaron pararlo desde el principio, pitando 21 faltas personales en los primeros 10 minutos del partido. Éste transcurrió igualado, y a falta de minuto y medio Ricky Sobers anotaba desde la bombilla, poniendo a los Suns 4 arriba. Los Celtics tuvieron aún una oportunidad para empatar el encuentro, pero el tiro de Jo Jo White en los últimos instantes no entró.

### Partido 5
| 4 de junio                    | Phoenix Suns                                                                             | 126–128      | Boston Celtics                                                        | |  |  |
|                               | Parciales: 18-36, 27-25, 27-16, 23-18 (T.E.: 6-6, 11-11, 14-16)                          |              |                                                                       | |  |  |
|                               | Estadísticas Sobers, Westphal 25 cada uno Curtis Perry 15 Perry, Ricky Sobers 6 cada uno | Pts Reb Asts | Estadísticas Jo Jo White 33 Havlicek, Cowens 5 cada uno Jo Jo White 9 | Pabellón: Boston Garden, Boston Asistencia: 15,320 espectadores Árbitros: Richie Powers, Don Murphy Televisión: CBS |  |  |
| Boston lidera las series, 3–2 |                                                                                          |              |                                                                       | |  |  |
|                               |                                                                                          |              |                                                                       | |  |  |

La serie regresó a Boston, y parecía decidirse rápido el quinto encuentro, cuando con 9 minutos transcurridos los Celtics ganaban por 20, 32-12. Pero los Suns comenzaron a reaccionar en el segundo cuarto, dejando la diferencia al descanso en 15 puntos. En la reanudación, el equipo visitante se esforzó en defensa, dejando a Boston con sólo 35 puntos anotados en los últimos 24 minutos. En unos instantes finales apasionantes y con el marcador igualado, Curtis Perry falló dos tiros libres, haciendo lo propio Havlicek instantes después. Al término del tiempo reglamentario el marcador señalaba un empate a 95.
La primera prórroga sólo trajo seis puntos por cada equipo, y una polémica. Con el reloj llegando al final, Paul Silas pidió un tiempo muerto para los Celtics, cuando no les quedaba ninguno por gastar. El árbitro no lo vio, y de haberlo hecho hubiera supuesto una falta técnica que hubiera supuesto un tiro libre para los Suns, que hubieran tenido la opción de ganar el partido.
La controversia no hizo nada más que incrementarse en el segundo tiempo extra. A falta de 15 segundos para el final, los Celtics ganaban por 3 puntos, con el balón en posesión de los Suns. La línea de 3 puntos no se había instaurado todavía en la NBA. Dick Van Arsdale recibió el balón, se deshizo de su defensor y anotó de media distancia, poniendo a su equipo a un punto. Tras el saque de fondo, Paul Westphal robó el balón, pasándoselo a Perry, quien lanzó a canasta y falló, pero recuperó su propio rebote, anotando en su segundo esfuerzo para poner a los Suns un punto arriba, 110-109. Con cuatro segundos por jugar, los de Boston sacaron de medio campo tras un tiempo muerto, recibiendo la pelota Havlicek, quien se lanzó hacia la canasta anotando. La locura se desató en el Garden, con el público invadiendo el parqué, pero el árbitro de fondo no dejaba de señalar que el reloj no se había detenido al anotar, y que quedaba un segundo por jugar. Durante el alboroto, un fan de los Suns agredió a uno de los árbitros, siendo posteriormente detenido. 
MacLeod, el entrenador de Phoenix, sabía que con un segundo por jugar y sacando desde debajo de su propia canasta, las posibilidades de ganar eran escasas, por lo que se le ocurrió el pedir un tiempo muerto del que no disponía, forzando la falta técnica que suponía un tiro libre para el rival, pero lo más importante: el balón se pondría en juego por parte de los Suns desde medio campo. White anotó el tiro libre, poniendo a los Celtics 2 arriba, pero en la jugada siguiente, con un segundo por jugar, Perry pasó a Gar Heard, quien se giró y anotó desde 6 metros sobre la bocina, empatando el partido y llevándolo a una tercera prórroga.
Con la mayoría de titulares eliminados por 6 faltas, Heinsohn recurrió a Glenn McDonald, un alero, que apenas contó durante la temporada, que tras las finales fue despedido y que sólo jugó 9 partidos más en la liga posteriormente, pero que tuvo su momento de gloria en esos cinco minutos de la tercera prórroga, anotando 6 puntos y dando la victoria a su equipo por 128-126.

### Partido 6
| 6 de junio                  | Boston Celtics                                             | 87–80        | Phoenix Suns                                           | |  |  |
|                             | Parciales: 20-20, 18-13, 19-23, 30-24                      |              |                                                        | |  |  |
|                             | Estadísticas Charlie Scott 25 Dave Cowens 17 Jo Jo White 6 | Pts Reb Asts | Estadísticas Alvan Adams 20 Gar Heard 10 Alvan Adams 6 | Pabellón: Arizona Veterans Memorial Coliseum, Phoenix Asistencia: 13,306 espectadores Árbitros: - Darell Garretson - Jake O'Donnell Televisión: CBS |  |  |
| Boston gana las series, 4–2 |                                                            |              |                                                        | |  |  |
|                             |                                                            |              |                                                        | |  |  |

Con la eliminatoria 3-2 a favor de Boston, la serie se trasladó de nuevo al Arizona Veterans Memorial Coliseum, donde los Suns plantearon un partido eminentemente defensivo. El primer cuarto acabó con un empate a 20, pero en el segundo los Celtics se marcharon al descanso 5 arriba. Keith Erickson, que resultó lesionado en el quinto partido, intentó jugar, pero la rodilla se resintió, volviendo al banquillo. Tras llegar a ir perdiendo por 11 puntos, los Suns recortaron las distancias hasta llegar a ponerse por delante en el marcador, 67-66, a falta de poco más de 7 minutos.
Pero owens, Havlicek y Scott se hicieron con el control del partido, robando balones y anotando canastas fáciles. Los Suns sólo pudieron responder con cuatro tiros libres anotados en ese periodo de tiempo, acabando el encuentro con una victoria de los Celtics por 87-80, que les proporcionaba su decimotercer anillo de campeones.